# Grande Ballroom
Grande Ballroom é uma casa de shows histórica localizada na Av. Grand River em Detroit, Michigan. O prédio foi projetado pelo engenheiro Charles N. Agree em 1928 e originalmente serviu como um prédio para vários propósitos, sendo uma loja de varejo no térreo e uma enorme pista de dança no andar superior.
Durante este período o Grande ficou famoso pelo seu ótimo piso de dança feito de madeira de lei, que tomava conta de quase todo o segundo andar.
Em 1966, foi adquirido pelo professor e DJ local, Russ Gibb. Gibb estava sob a influência de uma visita feita ao Fillmore Theatre em San Francisco, queria um lugar parecido em Detroit para acomodar música psicodélica e estrutura para os adolescentes do local. Gibbs trabalhou próximo ao principal ativista contra-cultura John Sinclair promovendo shows de bandas como MC5, The Thyme e The Stooges, que se apresentavam semanalmente.
Muitos outros artistas se apresentaram no Grande, incluindo Led Zeppelin, Janis Joplin, Pink Floyd, The Grateful Dead, Jeff Beck, Cream e The Who. Além desses nomes conhecidos do Rock, também contou com apresentações de artistas de Jazz como John Coltrane e Sun Ra.Essa época psicodélica e contracultural do Grande Ballroom foi largamente documentada pela fotógrafa Leni Sinclair.
Desde que Gibb fechou o local como sendo uma casa de rock em 1972, o prédio foi raramente utilizado e acabou ficando em um estado de ruínas. Em 2010 permaneceu inativo e foi aberto para reestruturação.